# Quai des Orfèvres
Quai des Orfèvres (pronunciación en francés: /ke dez‿ɔʁfɛvʁ/, «Muelle de los orfebres»; titulada en español como En legítima defensa) es una película de drama policial procedimental francesa de 1947 basada en el libro Légitime défense de Stanislas-Andre Steeman. Dirigida por Henri-Georges Clouzot, la película está protagonizada por Suzy Delair como Jenny Lamour, Bernard Blier como Maurice Martineau, Louis Jouvet como el inspector Antoine y Simone Renant como Dora.
La película fue la tercera de Clouzot como director, y la primera después de la controversia de Le Corbeau. Sin tener la novela a mano, Clouzot y Jean Ferry basaron la película en la memoria y se desviaron significativamente de la historia original. La película se estrenó en Francia y fue popular entre el público y la crítica. En el relanzamiento de la película en los Estados Unidos en 2002, continuó recibiendo elogios de la crítica como una de las mejores películas del director.

## Sinopsis
París, diciembre de 1946. Jenny Lamour (Delair) quiere triunfar en el teatro. Su marido y acompañante es Maurice Martineau (Blier), un hombre apacible pero celoso. Cuando se entera de que Jenny ha estado mirando a Brignon, un viejo y lujurioso hombre de negocios, con el fin de promover su carrera, pierde los estribos y amenaza a Brignon con la muerte. A pesar de esto, Jenny va a una cita secreta en el apartamento de Brignon, pero, sin embargo, es asesinado en esa misma noche. Las investigaciones penales están a cargo del inspector Antoine (Jouvet).

## Reparto
- Suzy Delair como Marguerite Chauffournier, alias Jenny Lamour;
- Bernard Blier como Maurice Martineau;
- Louis Jouvet como el inspector Antoine;
- Simone Renant como Dora Monnier;
- Charles Dullin como Brignon;
- Jacques Grétillat como Auguste.

## Producción
Quai des Orfèvres fue dirigida por Henri-Georges Clouzot y luego de cuatro años de lanzada la anterior. A Clouzot se le había prohibido la realización de películas después de la controversia tras el estreno de Le Corbeau y por su colaboración de Clouzot con la empresa alemana Continental Films. Durante la inactividad de Clouzot, escribió guiones para películas que nunca se estrenarían. Se reunió con el productor Anatole Eliacheff, quien se ofreció a respaldar financieramente la próxima película de Clouzot siempre que fuera una película comercial. Clouzot sugirió el misterio de asesinato belga Légitime défense de Stanislas-André Steeman que había leído durante la ocupación. Esta producción estaba destinada a ser una comisión para poner fin a los cuatro años de inactividad forzada de Clouzot y aprovechar el nuevo estilo popular de literatura criminal. Clouzot había escrito anteriormente guiones basados en el trabajo de Steeman, incluido Le Dernier des six (1943) de Georges Lacombe y su propio debut, L'assassin habite au 21 (1942). Eliacheff estuvo de acuerdo y poco después vendió los derechos a otro productor, Roger de Venloo.
Al tratar de encontrar una copia de Légitime défense para volver a leer, Clouzot descubrió que se encontraban sin ediciones en venta. Clouzot escribió una carta a Steeman para obtener una copia y comenzó a adaptar la historia de memoria con el escritor Jean Ferry. Cuando llegó una copia del libro, Clouzot y Ferry ya habían escrito el guion, que se desviaba mucho de la novela de Steeman. Los cambios en el guion incluyen la identidad del verdadero asesino, los escenarios de la acción y la presentación del personaje de la fotógrafa lesbiana Dora Monier.
Quai des Orfèvres fue también una película de regreso para el director y actor Louis Jouvet, con quien Clouzot se había hecho muy amigo antes de la Segunda Guerra Mundial. Jouvet aceptó el papel del inspector Antoine con la condición de que se permitiera un horario de rodaje flexible y que Clouzot eligiera a algunos de los miembros del grupo de Jouvet en la película. Clouzot estuvo de acuerdo y eligió a Leo Lapara como uno de los colegas de Antoine y a Fernand René como el director del salón de música. Clouzot eligió a Charles Dullin como Brignon, la víctima del asesinato. Sería la última aparición cinematográfica de Dullin, quien murió en 1949. La protagonista principal femenina fue escrita para Suzy Delair, quien era la pareja romántica de Clouzot en el momento de la filmación. La película entró en producción el 3 de febrero de 1947 y terminó su rodaje el 10 de mayo.

## Lanzamiento y recepción
Quai des Orfèvres se estrenó el 3 de octubre de 1947 en París. En 1947, fue la cuarta película más popular de Francia, atrayendo a 5,5 millones de espectadores. Desde entonces, ha tenido varias renovaciones teatrales en Francia desde su estreno original. Se estrenaría en la ciudad de Nueva York en marzo de 1948 bajo el título Jenny Lamour. Quai des Orfèvres fue reeditada para una edición limitada en Estados Unidos el 25 de octubre de 2002.

### Crítica
La película recibió una acogida positiva de la crítica en su estreno inicial en Francia. Pierre Chartier, de France-Libre, escribió que la película fue «un hito en la historia del cine policial francés.» Jean Desternes del Combat elogió al director Clouzot, refiriéndose a él como «no solo es un director de cine. Es un artista creativo que se apega a su idea inicial, la resuelve en tomas, palabras, acciones.» François Chalais escribió una crítica positiva en Carrefour, afirmando que la película «despierta la más viva admiración en cualquier momento dado, el diálogo de la película es obra de un dramaturgo verdaderamente grande y extremadamente sutil. Ese es uno de los rasgos más notables de M. Clouzot: sabe escribir.» En el Festival Internacional de Cine de Venecia de 1947, Clouzot ganó el premio internacional al mejor director por la película. La película recibió una recepción crítica positiva en los Estados Unidos en su lanzamiento inicial. Bosley Crowther de The New York Times se refirió a la cinta como «una película fascinante y penetrante.» Richard L. Coe, de The Washington Post,  escribió que es «una excelente y fascinante película policial francesa.» Variety le dio a la película una crítica positiva, proclamando que «En todos los aspectos [Quai des Orfèvres] es excepcional.» En 1949, la película ganó un premio Edgar a la mejor película extranjera.
La recepción moderna de la película también ha sido positiva. Los críticos franceses han seguido elogiando la película desde su estreno. En 1964 Jean Mitry escribió que la película es «una de las pocas películas —con La regla del juego de Renoir, Eva al desnudo y otras dos o tres— que nos permite pensar que el cine, como la novela y el teatro, puede algún día será un instrumento para explorar el alma humana.» En 1986, Michel Pérez escribió una reseña para Le Matin de Paris afirmando que Quai des Orfèvres «era nada menos que la película más poderosa, mejor construida, mejor escrita, mejor dirigida y más reveladora sobre la sociedad de su época.» En 1995, una encuesta de críticos en la revista de cine francesa Positif colocó a Quai des Orfèvres como la segunda mejor película de suspenso francesa de todos los tiempos. El sitio web de clasificación de películas Rotten Tomatoes informa un índice de aprobación del 100%, basado en 32 reseñas, con una media ponderada de 8,34/10. El consenso del sitio dice: «El fascinante noir de Henri Georges-Clouzot explora los problemas de la Francia de la posguerra y la línea que divide la lucha social y la criminalidad.» En Metacritic, que asigna una calificación normalizada de 100 a las reseñas de los críticos principales, la película recibió una puntuación promedio de 89, basada en 10 reseñas.